# Klosterseelte
Klosterseelte ist ein Ortsteil in der Gemeinde Kirchseelte in der Samtgemeinde Harpstedt im Landkreis Oldenburg.

## Lage
Klosterseelte liegt 20 km südwestlich von Bremen in Niedersachsen und südlich des Kernortes Kirchseelte. Westlich und nördlich verläuft die Landesstraße L 338, östlich fließt der Klosterbach und verläuft die B 51.

## Geschichte
Anno 1253 wurde das Dorf urkundlich als Dalselte erstmals erwähnt. Klosterseelte war bis 1972 eine eigenständige Gemeinde mit ca. 700 ha Größe und nach dem Zuzug der Vertriebenen (150 Menschen) am 31. Dezember 1946 mit 309 Einwohnern besiedelt. Davor war es eine von der Landwirtschaft geprägte Gemeinde mit 15 Betrieben, die bis in die 1960er Jahre aktiv gearbeitet haben.
Klosterseelte wurde am 1. März 1974 nach einer zweijährigen Interimszeit zu einem Ortsteil von Kirchseelte und kam nach der Kreisreform 1974 zur Samtgemeinde Harpstedt, die wegen der Zerschlagung des Kreises Grafschaft Hoya als einzige Samtgemeinde zum Landkreis Oldenburg gehört. Der letzte Gemeinderat bestand aus fünf Ratsmitgliedern, Bürgermeister war Hermann Kastendieck.

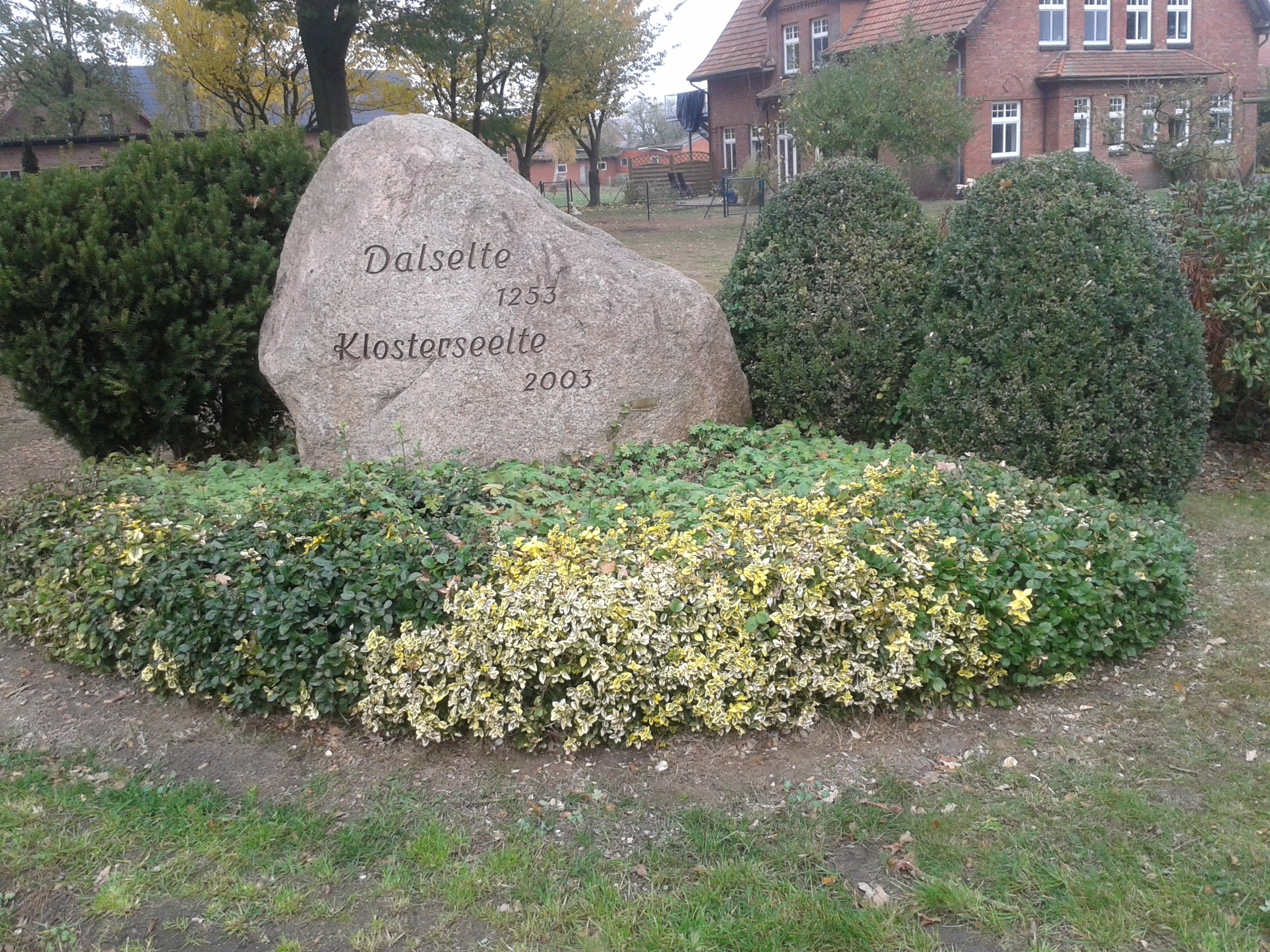
Stein 1253 – 2003

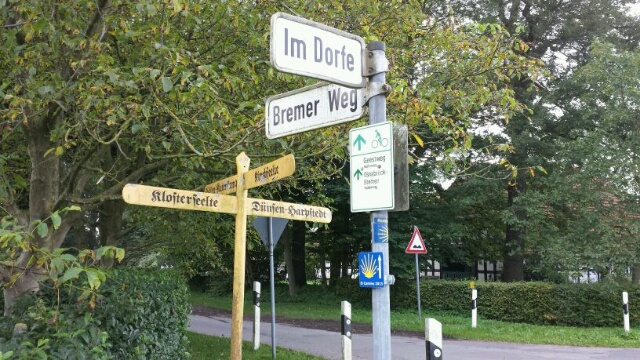
Wegweiser im Dorf

Die Dorfschule und die Vereine bestanden in der Gemeinschaft mit Kirchseelte, nämlich:
- der Schützenverein Kirch- und Klosterseelte, gegründet am 16. Mai 1904 und
- die Freiwillige Feuerwehr Kirch- und Klosterseelte, gegründet am 5. Januar 1902.

Die Schüler gingen ab 1972 in die Schule nach Harpstedt.
Das Schulgebäude wurde verkauft und zu einem Altenheim umgebaut und wird heute noch als „Klosterseelter Altenpension“ betrieben.
Ansiedlungen mit Eigenheimen entstanden in den 1960er Jahren bis Anfang der 1970er Jahre, danach gab es keine großen Bautätigkeiten mehr. Weitere Gewerbebetriebe bestehen in Klosterseelte nicht, und von den berufstätigen Einwohnern haben viele in den umliegenden Orten und in Bremen ihre Beschäftigung gefunden.
1713 kam mit dem Schweineschneider und seinen Gehilfen aus Bremen die Pest nach Klosterseelte, wobei der Gehilfe an der Krankheit starb. Das gleiche Schicksal ereilte den Bauern im August des Jahres. Beide wurden auf Anweisung des Amtes Harpstedt vor Ort begraben. Das strikt eingehaltene Verhalten der Einwohner führte zu keinen weiteren Todesfall und die Bewohner konnten nach Einhalten einer Karenzzeit ihrer Arbeit wie gewohnt nachgehen.
Ein bedeutendes Ereignis war im Jahr 2003 die 750-Jahr-Feier in Klosterseelte. Die Veranstaltung begann mit einem großen Festumzug und am nächsten Tag fand ein Festball mit Aufführungen über die Geschichte des Dorfes statt. Nach dem sonntäglichen Gottesdienst endete die Feier mit Vorführungen verschiedener Gruppen. Als Erinnerung wurde eine Eiche gepflanzt, die prächtig gedeiht.